# Une nuit à Paris
Une nuit à Paris auch One Night in Paris und Eine Nacht in Paris ist ein französischer Porno-Spielfilm des Regisseurs Herve Bodilis aus dem Jahr 2019.

## Handlung
Die brünette Adriana und die blonde Cherry sind verliebt, bisexuell, und ein glückliches Paar. Sie leben gemeinsam in Los Angeles. Sie verbringen ein Wochenende in Paris. Überwältigt von der Schönheit der Stadt verbringen die beiden jungen Frauen ihre erste Nacht bei Kristof, einem Bekannten. Immer bereit für ein Abenteuer, werden die Frauen zu einer privaten Party eingeladen, wo sie Anna treffen. Es klickt sofort. Anna, ist von der Attraktivität der Frauen überwältigt und wird von Adriana bis zum Orgasmus gebracht. Später in der Nacht landen die beiden Frauen auf einem Parkplatz, wo Clea an zwei Männern vor einem neugierigen Publikum Fellatio vollführt. Die Frauen machen bereitwillig mit. Sie werden durch Paris von Kristof geführt, einem alter Freund und Liebhaber von Cherry und entdecken dabei geheime Orte der französischen Hauptstadt.

## Szenen
- Szene 1. Adriana Chechik, Cherry Kiss
- Szene 2. Adriana Chechik, Cherry Kiss, Kristof Cale
- Szene 3. Cherry Kiss, Ricky Mancini
- Szene 4. Adriana Chechik, Anna Polina
- Szene 5. Clea Gaultier, Joss Lescaf, Rico Simmons
- Szene 6. Adriana Chechik, Ricky Mancini
- Szene 7. Anna Polina, Liya Silver, Kristof Cale
- Szene 8. Adriana Chechik, Anny Aurora, Cherry Kiss, Anto Toto, Joss Lescaf, Luke Hardy, Ricky Mancini, Rico Simmons

## Auszeichnungen
- 2020: XBIZ Awards Europa - Winner: Glamcore Movie of the Year[1]

## Nominierungen
- 2020: XBIZ Awards Europa - Nominee: Best Sex Scene - Lesbian, Adriana Chechik, Cherry Kiss
- 2020: XBIZ Awards Europa - Nominee: Best Sex Scene - Glamcore, Adriana Chechik, Anny Aurora, Cherry Kiss, Joss Lescaf, Luke Hardy, Ricky Mancini, Rico Simmons, Anto Toto